# مزاج أف أم
مزاج اف ام اذاعة أردنية تأسست في عمان – الأردن في عام 2005. تميزت اذاعة مزاج اف ام عن غيرها ببث الأغاني التي ترضي أذواق المستمعين من مختلف الاعمار، فتقدم اذاعة مزاج اف ام الأغاني الحديثة المميزة مع مجموعة من الأغاني القديمة المشهورة والتي تعيد المستمع لذكرياته القديمة المرتبطة بهذه الاغاني، يقوم موظفي البث في الإذاعة باختيار الأغاني بشكل يرضى جميع المستمعين، فيبدأ مستمعي مزاج اف ام يومهم بأجمل الأغاني الفيروزية القديمة ونخبة من الأغاني المصرية واللبنانية القديمة، تليها الأغاني الحديثة والقديمة المزاجية، فيما تبدا ومن وقت الظهيرة حتى المساء بتقديم الأغاني السريعة الجديدة والقديمة المميزة لتعود بساعات الليل لبث باقة من أجمل الأغاني الرومانسية لترضى جميع الأذواق.
منذ انطلاقة اذاعة مزاج اف ام وليومنا هذا، استطاعت استقطاب فئة كبيرة من المستمعين الأردنين والعرب مما أكسبها شهرة عالية وجعل منها علامة فارقة بين الإذاعات الأردنية والعربية لما تملك من برامج منوعة واغاني مميزة.
شهدت السنوات القليلة الماضية نجاحاً ملحوظاً لإذاعة مزاج إف إم من خلال مجموعة البرامج التي قُدّمت على موجتها، والتي تميزت ببثها لمجوعة من البرامج الكوميدية بأفكار حديثة، بالإضافة إلى مجموعة مميزة من البرامج التي تميزت باختلافها عن البرامج الإذاعية التقليدية.

## برامجها
- مع الحدث تقديم طارق حامد
- كافيين تقديم روز السوقي 2007-2017 و سها نجار 2007 و ليلى السيد ودانا جعبري
- ع الطريق تقديم سها نجار
- عبود ع الهوا تقديم عبدالله قردحجي
- مزاجيات تقديم نعيم سكاكيني
- مخلوطة تقديم ميساء خضر

## وصلات خارجية
- مزاج اف ام.